# Mešita

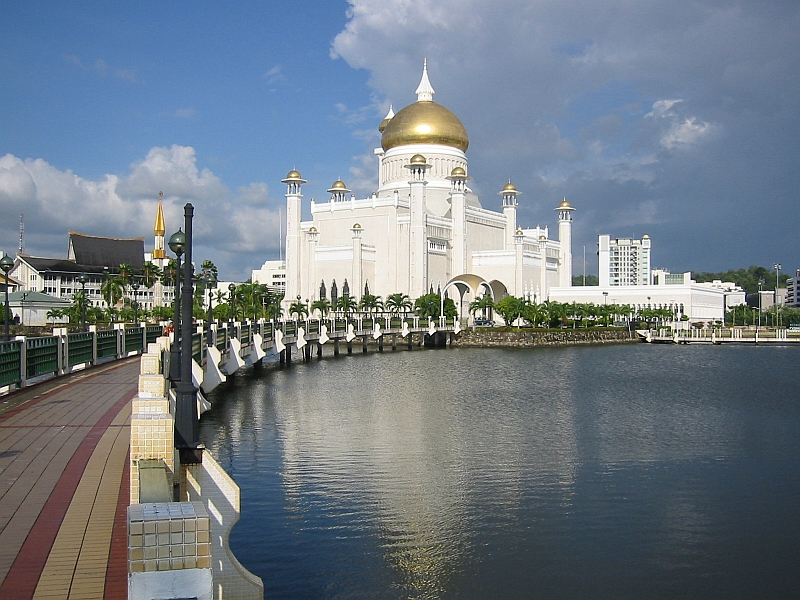
Mešita, Brunej

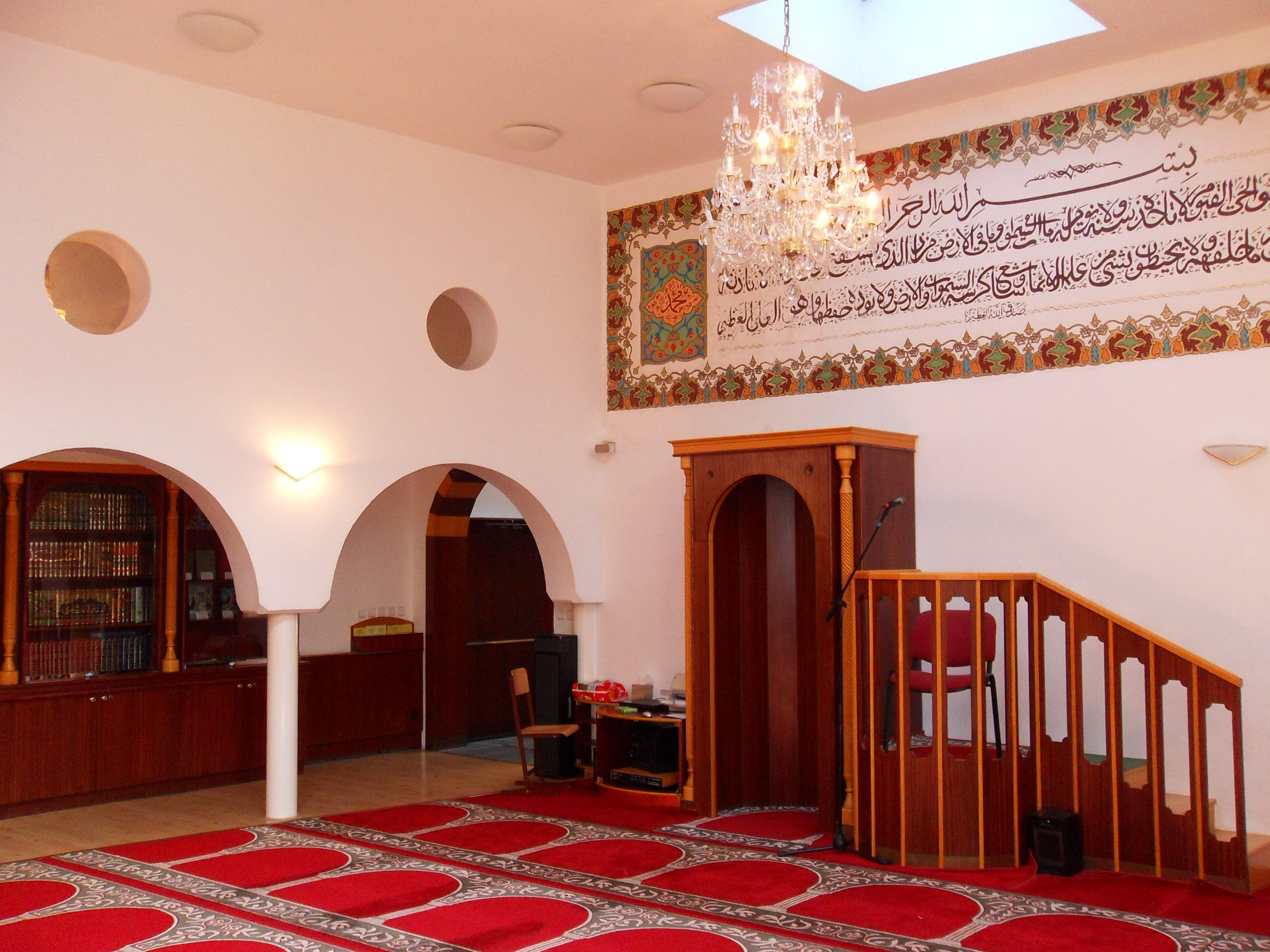
Interiér brněnské mešity

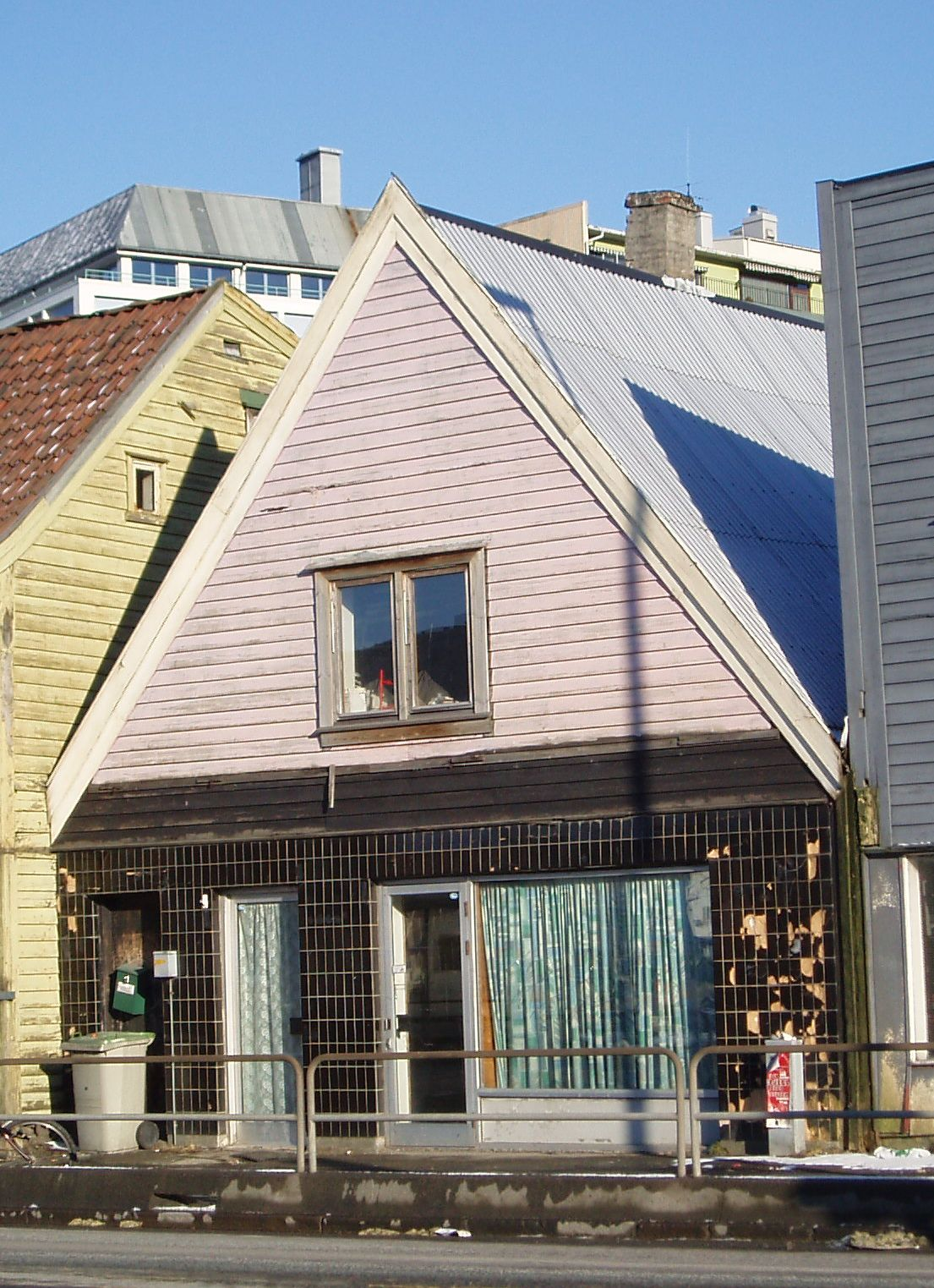
Mešita v Bergenu

Mešita (arabsky مسجد‎, masdžid) je chrám, který primárně slouží muslimům k uctívání Boha Stvořitele (arabsky الله Allah). Z původního ideálu, že mešita musí být tak velká, aby pojala při páteční modlitbě všechny věřící z okolí, se vyvinul i její sekundární význam, kdy se stává pro muslimy společenským centrem dané oblasti či městské čtvrti.
Historicky lze stavbu mešity ještě chápat jako stavbu, která architektonicky přinášela na nové území zcela nový styl, který výrazně měnil ráz města, čímž napomáhala jeho ovládnutí. Typickou architekturou ovlivňují dodnes ráz svého okolí v neislámských státech. Architektonicky je pak nejtypičtější stavbou islámské architektury a zároveň ji lze chápat jako nejstarší projev islámu.

## Etymologie a význam

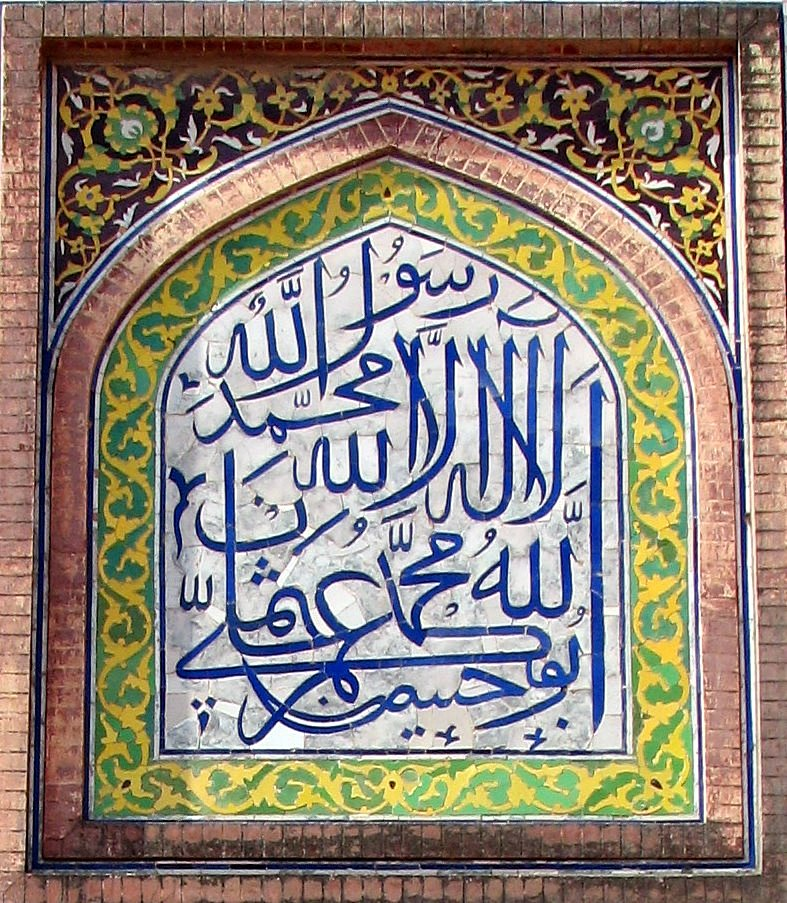
Ukázka arabské kaligrafie

Slovo mešita se v evropských jazycích významově přesně neshoduje s arabským slovem masdžid, ačkoli z něj pochází. V evropských jazycích se toto slovo používá pro každou budovu postavenou muslimy za účelem uctívání Boha – Alláha. Arabové však rozdělují mešity do několika kategorií. Mešitou pak rozumí takovou stavbu, která je veřejná a splňuje jisté předpoklady ohledně svého vybavení. V Evropských jazycích slovo mešita přejalo i význam slova džámi', což je mešita, která vyhovuje nárokům pro páteční modlitbu. Slovo džámi' je odvozeno od slova „shromažďovat“. V arabštině tento význam postihuje mešitu, která je určena i k páteční modlitbě. Občas se používá příměru kostel a chrám, což je velmi nepřesné, shoda je pouze v tom že džámi' (جامع‎) je větší. Džámi' byla zpravidla jedna na město a její stavbu musel povolit chalífa.
Slovo „mešita“ patrně pochází z aramejského slova סגד (s-g-d) s významem uctívat, poklekat. Tvar misgad/masgad tak znamená „místo uctívání“. Arabským ekvivalentem je pak kořen s-dž-d (sudžud سجود‎ ve významu prostrace tj. modlit se či klečet před Bohem. Z tohoto kořene je odvozeno též arabské slovo masdžid. Z počátku toto slovo bylo používáno jako označení svatyně pro jakoukoli víru, teprve během nástupu islámu se význam slova posunul k muslimské svatyni.
Do Evropy se toto slovo dostalo přes Španělsko, když v době islámské nadvlády tento výraz Španělé přijali ve tvaru mos'keh (nyní mezquita), odkud se rozšířilo do ostatních jazyků. Do češtiny se slovo mešita dostala přes německé slovo Moschee a i v Čechách je historicky chápáno jako muslimský kostel.

## Mešity ve světě

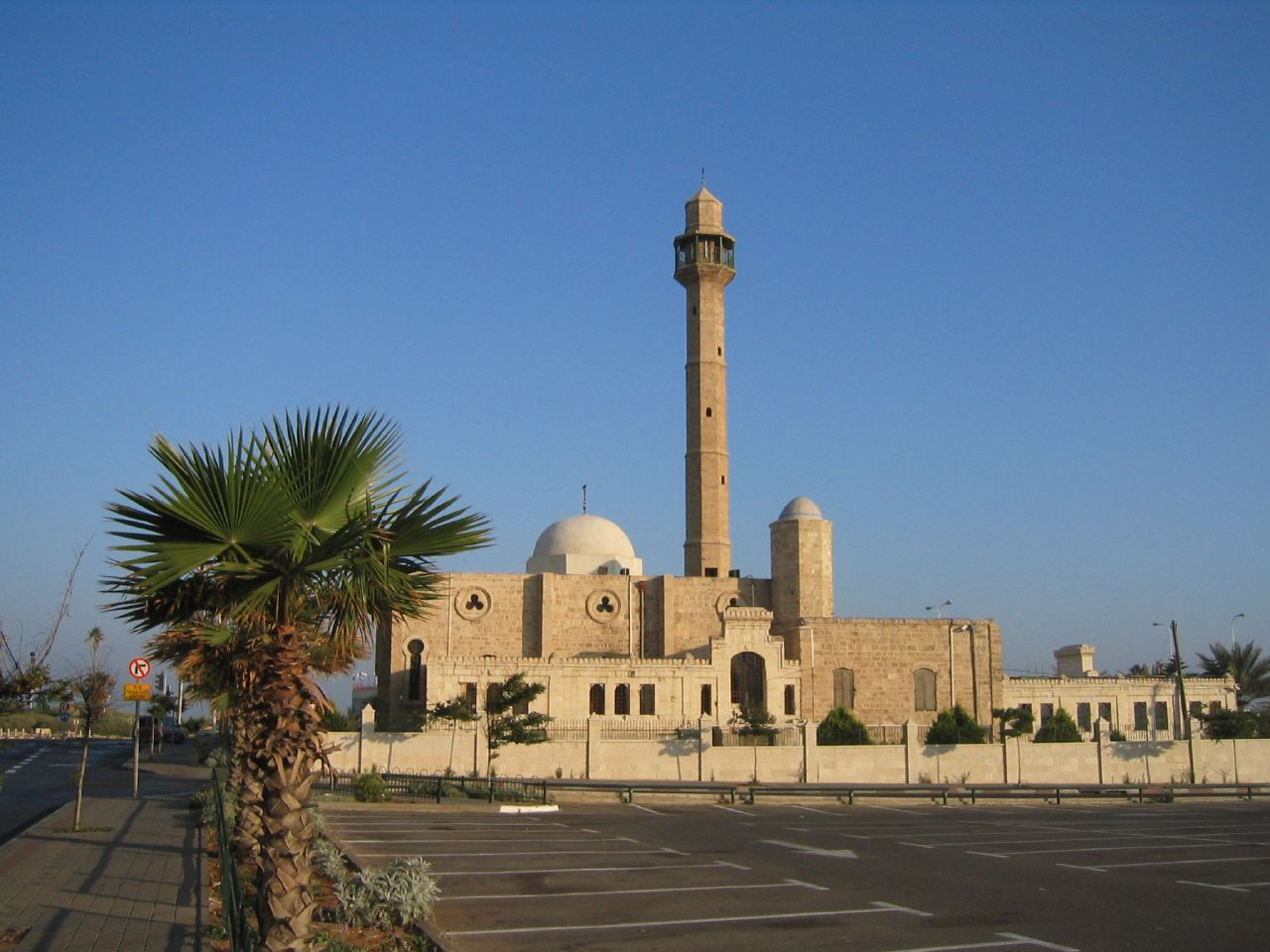
Mešita Hassan Bek v Tel Avivu

Mešity se vyskytují po celém světě, přičemž nejrozšířenější jsou v arabských zemích a Turecku, kde je islám převažující náboženství. Díky expanzní politice se islám dostal do Indie a Číny. V Indii a v Afghánistánu byly mešity stavěny pod vlivem mughalské architektury, která je jakousi syntézou islámské a indické architektury. Mešity se tak v těchto oblastech pohybují na rozhraní klasické mešity a indické stúpy, ačkoli lze říci, že islámský vliv je převládající. V Číně se mešity objevují již v 8. století, ale mešity si zde nepodržely svůj vzhled a zcela podlehly vlivu čínské architektury a přiblížily se vzhledově k pagodám.

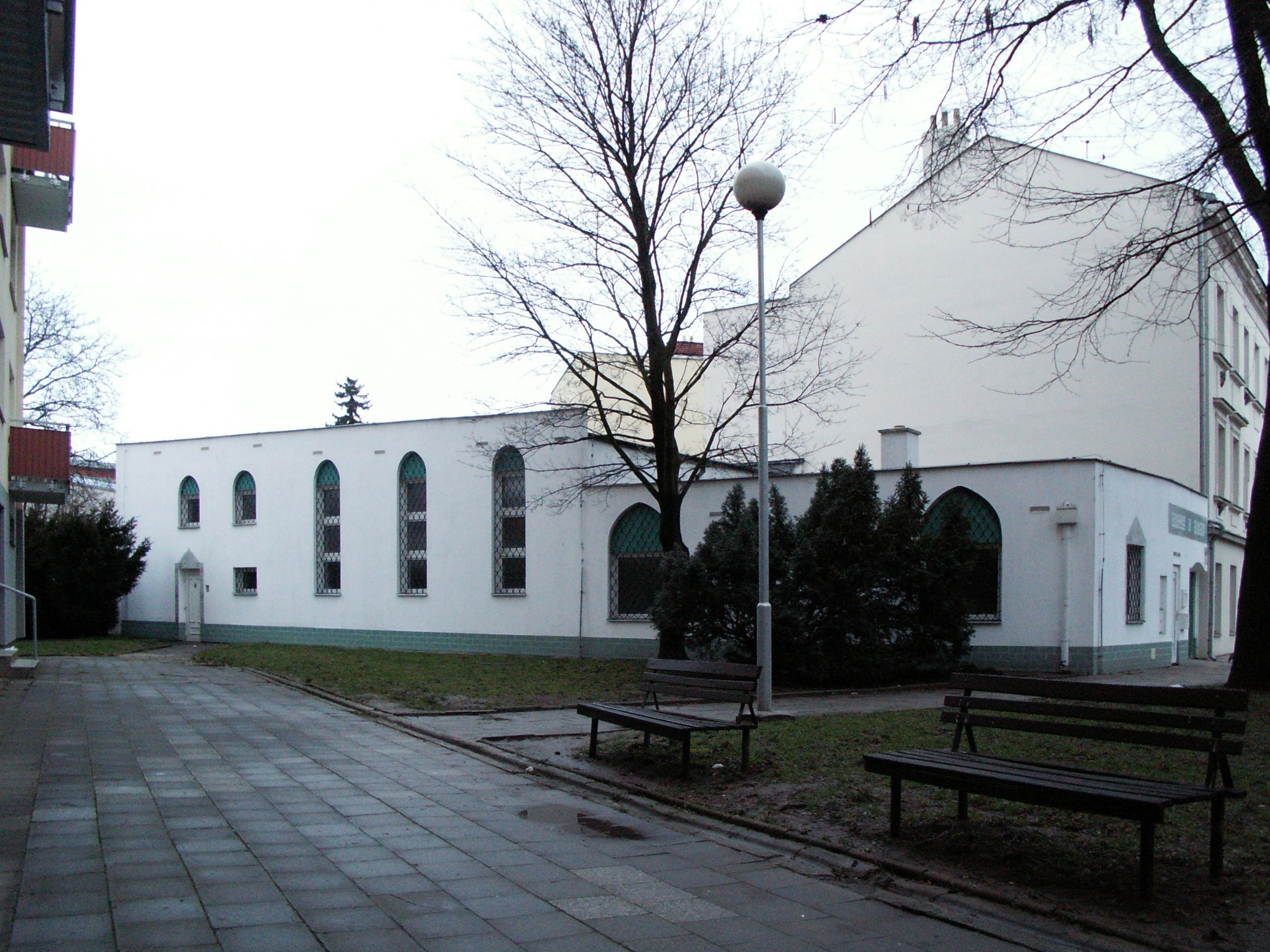
Exteriér brněnské mešity

V Evropě se první mešity objevily v době islámské expanze do Španělska a Francie, do jihovýchodní Evropy se pak dostaly díky Osmanské říši. Ve 20. století se rozšířily po celé západní Evropě a po pádu železné opony se dostaly i do východní Evropy. V USA byly první mešity postaveny v 19. století, avšak drtivá většina jich byla postavena až po roce 1970.

## Funkce mešity
Mešita historicky neměla a nemá pouze náboženskou funkci. Mešita je pro muslimy nejen náboženským, ale i společenským centrem, které má nejen faktický, ale i symbolický význam.

### Náboženská funkce

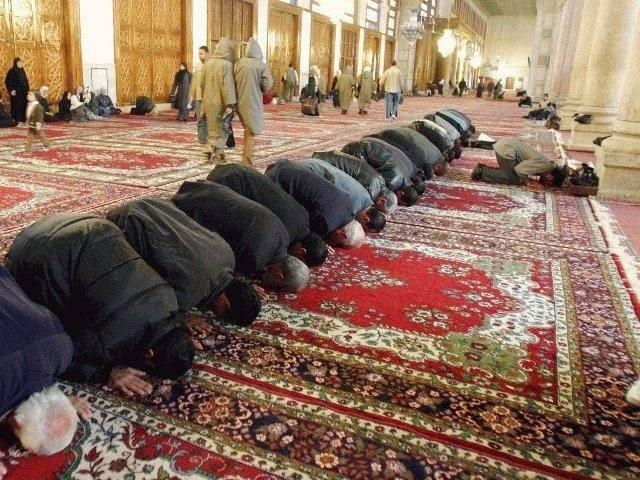
Modlitba

Na mešitu lze pohlížet jako na centrum náboženských povinností. Ty nebyly vždy dány pomocí Boha či skrze Mohameda, ale vznikaly i tradicemi a asimilací jiných kultur. Každý dospělý muslim se musí pětkrát denně pomodlit – modlitba před svítáním se nazývá salát as-sabach nebo al-fadžr (صلاة الصبح - الفجر‎), v poledne salát az-zuhr (صلاة الظهر‎), odpoledne salát al-'asr (صلاة العصر‎), po západu slunce salát al-maghrib (صلاة المغرب‎) a v noci pak salát al-'iša'a (صلاة العشاء‎). Mešity zpravidla umožňují všechny tyto modlitby, ačkoli se lze setkat i s tím, že mešita neumožňuje některé z modliteb a je v danou dobu zavřená. To však není tolik na závadu, protože modlitby může muslim dělat na jakémkoli jiném, rituálně čistém místě. Mešita by však měla muslimům umožnit páteční modlitbu – salát al-džumu'a (صلاة الجمعة‎). Tuto velkou modlitbu musí muslimové mužského pohlaví vykonat v mešitě. Po ženě toto není vyžadováno.
Další modlitbou, která zasahuje do života muslima, je pohřební modlitba salát al-džanáza (صلاة الجنازة‎). Tu za zesnulého koná jeho rodina spolu s imámem. Pohřební modlitby jsou normálně konány venku na nádvoří. V muslimském kalendáři je několik výjimečných modliteb, které pořádají všechny mešity. Tyto modlitby jsou v některých zemích skutečně masové a probíhají na veřejných prostranstvích. Při tom je velmi problematické udržet rituální čistotu.
Mimo tyto základní modlitby se náboženská funkce mešity projevuje v období ramadánu. Během tohoto měsíce drží muslimové přes den půst a jedí pouze za tmy. Mešity během tohoto období pořádají po čtvrté modlitbě hromadné jídlo. To je zčásti připravováno členy komunity, proto se v tuto dobu mešita stává ještě větším centrem společenského dění než obvykle. Větší mešity kromě tohoto jídla pořádají před první modlitbou snídaně. V průběhu ramadánu je ve větších mešitách ještě pořádána šestá (nepovinná) modlitba (tarawih).
Během posledních desíti dnů ramadánu mají větší mešity celonoční program. S tím je spojen i tzv. i'tikaf, tzn. že během těchto deseti dnů někteří muži neopouští mešitu a povinností zbytku islámské komunity je vyživovat je. Mimo tyto náboženské funkce se v mnoha mešitách dodnes dělá jak mužská, tak někde i diskutabilní ženská obřízka, která má v islámu silné náboženské zabarvení.

### Vzdělávací funkce

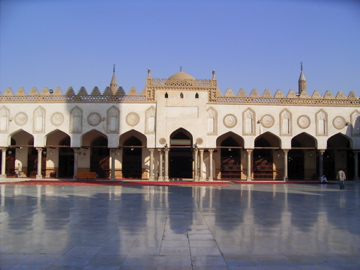
Al Azhar

Další funkcí mešit je funkce vzdělávací. Tato myšlenka pochází z počátků islámu a tímto krokem se arabským zemím rychle podařilo získat kulturní náskok před ostatními národy, neboť dokázali masově snížit negramotnost, což napomáhalo v organizaci říše.
Některé mešity, především ve státech, kde nejsou madrasy, mají stálou výuku. Na těchto školách se vyučuje klasické vzdělání a k tomu znalosti koránu. Takové školy jsou normálně zařazeny do systému výuky a zpravidla se jedná o základní, výjimečně o střední školy. Kromě toho je při mešitách obvyklý systém vzdělávání dospělých, který se děje pomocí večerních či víkendových kurzů a oproti obecnému přesvědčení se zdaleka nejedná pouze o výuku islámu. V zemích, kde se nemluví arabsky, bývá při mešitách výuka arabštiny, která je obecně považována za velmi kvalitní. Pro nové muslimy jsou ještě běžné třídy, kde jsou vykládány základy islámu. V zemích, kde je islám dominantní, je tato funkce potlačena ve prospěch madrás, které se školstvím zabývají primárně.

### Společenské centrum muslimské komunity
Islám v tomto vychází ze slov proroka Mohameda, který považoval mešitu za společenské centrum muslimů. V historii se tak města zakládala kolem mešit, které byly jedny z prvních staveb nového města. V dnešní době se mešity nesnaží dostat do center měst, což platí především o zemích, kde je islám menšinový. Důvodem je kombinace faktorů jako je cena, nechuť okolí a přehnaná obava z negativní reakce. Přesto mešity mají ambice být centrem komunity.
Nevýhodou tohoto ideálu je, že v dnešní době mešity nejsou schopny poskytovat dostatečně silný program mladé generaci. Tento problém se týká především vyspělých zemí, kde je řád nastolený vírou často svazující. Islám, stejně jako některé proudy křesťanství, se nedovede dostatečně přizpůsobit a mnoho věřících je nuceno dělat kompromis mezi reálným životem a vírou. Takové jednání často vede u jejich potomků k opuštění víry či radikalizaci. Mešity jsou ve srovnání s křesťanskými kostely více zaměřeny na tuto funkci a pořádají řadu akcí, při nichž se mohou členové setkávat na její půdě. V Evropě a ve Spojených státech často zajišťují i různé arabské zboží.
V důsledku skutečnosti, že mešita je centrem islámského dění, a že islám klade velký důraz na charitativní činnost, se mešity staly místem organizace této činnosti. Tato činnost je poměrně rozsáhlá a vede se přes finanční sbírky až po jídlo pro chudé. Charitativní činnost je mezi muslimy velmi silná, neboť islám ji přímo vyžaduje.

### Politická role

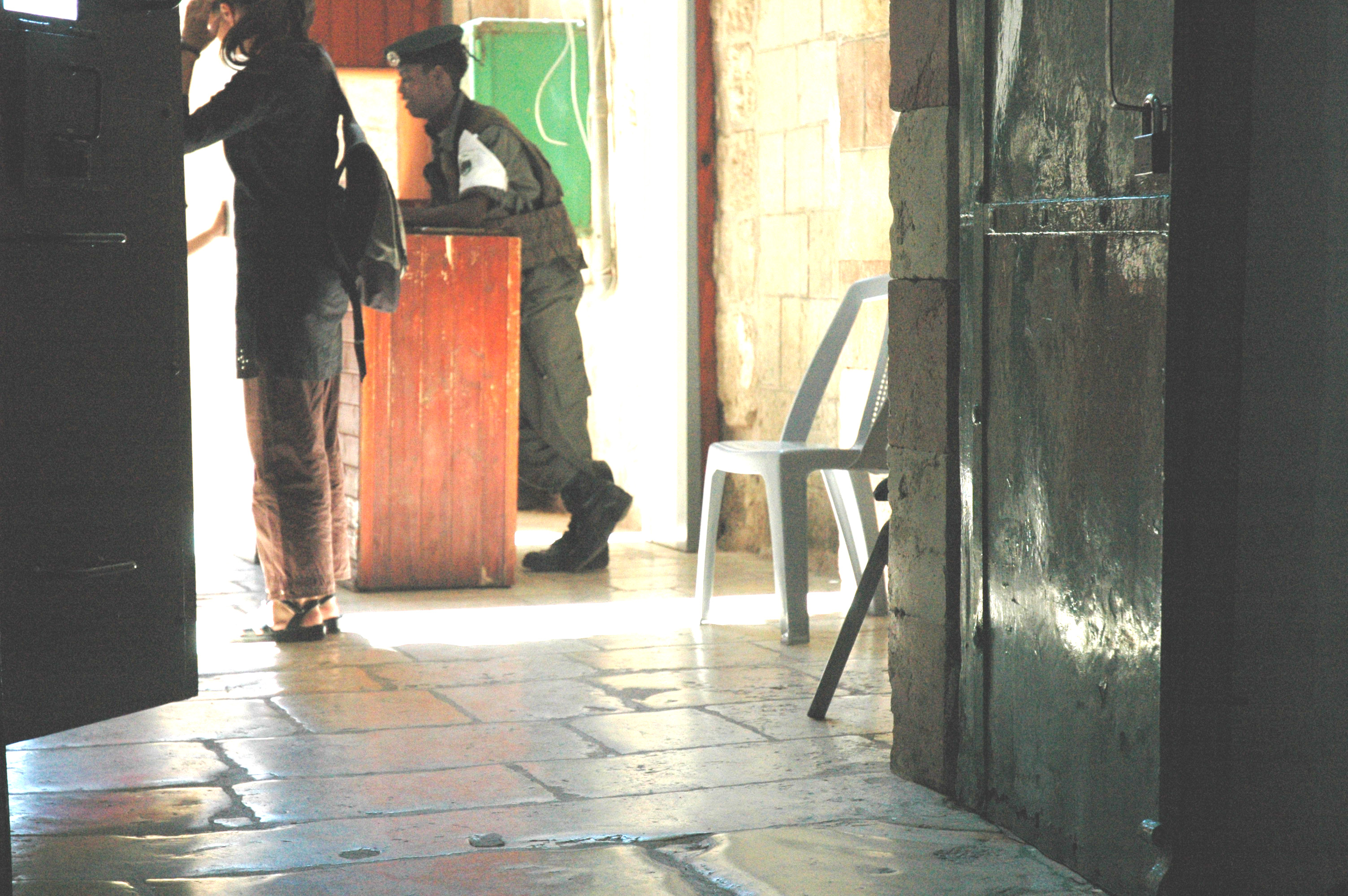
Izraelský voják u Jeskyně patriarchů

Mešita byla historicky apolitická instituce, která se v ideálním případě věnovala především náboženství. Je však zřejmé, že mnoho vládců si bylo vědomo jejího sekundárního politického významu. Ten však vznikal nahodile tím, že vzniklo centrum nové kultury, změnou rázu města, atd. Mešity však nebyly zakládány s politickým cílem. Faktem ovšem zůstává, že od počátku měly jistou regionální politickou moc a že při správě říše jejich role nebyla zanedbatelná.
V druhé polovině a především koncem 20. století se tento trend změnil a vzniklo značné množství mešit, jejichž primární cíl je politický. Mimo to se objevil trend využívat mešity k politickým cílům pomocí jejich vlivu na místní komunitu. Tento trend, ačkoli je v rozporu s tradicí, posvětily církevní autority a není na něj nahlíženo jako na krok, který by byl v rozporu s koránem ani jinými principy islámu. V této souvislosti je nejčastěji zmiňována Saúdská Arábie, která investovala mnoho peněz do staveb a rekonstrukcí mešit mimo své území. Tato myšlenka se poprvé objevila ve snaze přiblížit křesťanskou civilizaci a civilizaci islámu a cílem této snahy bylo podporovat mír především v oblasti Blízkého východu. Této snahy však využili také extrémisté, kteří mešity a islám využili k získání většího vlivu.
Díky neexistenci náboženského centra mají imámové absolutní volnost v tom, jakým způsobem budou komunitu směřovat. Tato volnost způsobila vznik obrovských rozdílů, kdy některé mešity podporují mírové snahy a druhé podporují extrémisty. V některých případech byly mešity přímo zapleteny do teroristických útoků a to nejen obecnou podporou terorismu, ale i přímým spojením s konkrétními teroristickými akty. Naproti tomu se stavba mešit v neislámském světě stává stále častěji záležitostí, která se setkává s politikou, a prosazení či neprosazení stavby nové mešity je zpravidla rozhodováno s ohledem na politické cíle.

### Další role
V dnešní době mohou být velké, moderní mešity vybaveny řadou dalších zařízení, které umožňují jejich klientům poskytovat další služby a tím přijímat nové role. Obvyklá je stála zdravotní služba či knihovna. Tradičně bývá udáváno, že mešita slouží také k odpočinku, což bývá spíše chápáno ve smyslu poskytnout odpočinek poutníku.

## Historický a architektonický vývoj

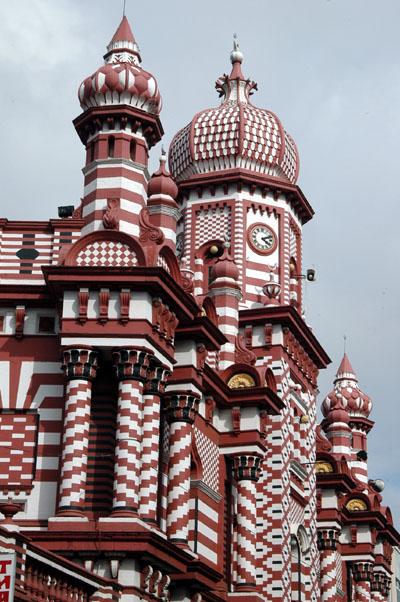
Mešita na Srí Lance, na níž je patrné přebírání původní architektury

V současné době se představa mešity ustálila podle nejznámějších mešit na představě světlé stavby s kupolovitou střechou se čtyřmi minarety. Tato představa však není zcela přesná, existuje mnoho typů mešit, které do této obvyklé představy nemusí zapadat.
Vývoj mešit tak odráží více než dvanáct století islámské architektury a islámu. Mešita je základní stavba islámu, a proto na ní lze pozorovat proudy, které ovlivňovaly islámskou architekturu, jak se zvětšovaly technické a geometrické znalosti a konečně také jaký byl vkus tehdejších muslimů.
Vývoj mešit je relativně přímočarý a ačkoli jejich vývoj byl ovlivňován lokální předislámskou architekturou, lze všude najít styčné myšlenky. Protože se mešity i historicky vyskytují na velkém území, lze v jejich vizuální i funkční podobě najít řadu rozdílů.

### První mešity
Vývoj mešit začíná Ka'bou, která je považována za první mešitu a která se zároveň stala nejsvatějším místem v islámu. Ka'ba nebyla původně postavena jako mešita, ale po dobytí Mekky (630) ji Mohamed nechal na mešitu přestavět a pro tuto mešitu se používá název Al-Masdžid al-Harám, tj. Posvátná mešita. Architektonicky i účelem se tato mešita vymyká všemu, co později islámská architektura vytvořila. Orientace mešit na tuto mešitu je pozdějšího data a patrně vychází z faktu, že islám nemá nejvyšší náboženskou autoritu a potřeba mít nějaké jednotné centrum byla zřejmá mnoha organizátorům říše.
Mohamed ještě během svého života založil mešitu v Medíně a mešitu al-Aksá, z dostupných údajů je patrné, že Mohamed ani jeho okolí neměli žádné požadavky na pravidla ohledně stavby božího chrámu. Zároveň lze usuzovat, že architektura a stavitelství bylo v této oblasti na velmi nízké úrovni a že islám teprve hledal prostředky k uměleckému vyjádření.

### Vznik prvních pravidel

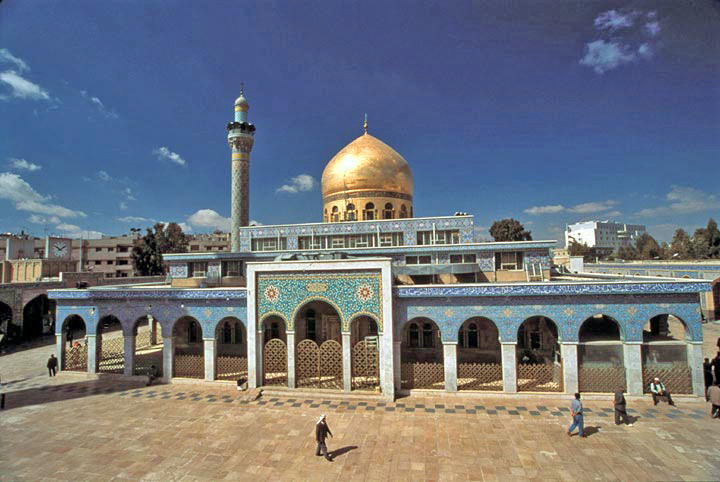
Mešita Lady zaynab, Sýrie

Po smrti Mohameda došlo k expanzi islámu, která vedla k nutnosti pokrýt potřeby běžného muslima, proto bylo nutno zajistit dostatečný prostor pro věřící. Tyto prostory se nejprve vyhrazovaly v dobytých budovách, což logicky nemohlo vést k vytvoření systému pravidel. V průběhu 8. století se politická i ekonomická situace zklidnila, což vedlo k tomu, že islám začal vyvíjet i rozsáhlejší stavební činnost.
Větší znalosti o způsobu života a tedy i o architektuře a umění máme až z umajjovského období, kdy se začala organizovat první říše, jejímž jednotícím prvkem byl islám. K tomu došlo v době vlády Abdulmalika (685–705), kdy říše dostala nejen základ v podobě náboženství. ale i politickou jednotu. Z tohoto období je známa kolem sta menších mešit, které jsou velmi často pouze přestavěné předislámské chrámy. Přestože neexistoval pevný řád pro stavbu mešit, začala se objevovat první pravidla, která ovlivnila pozdější vývoj mešit. Především se rozvinula stavba hypostylového typu mešit. Již v tomto období se rozvinula mešita s kupolí, která byla díky technickým potížím malá. V tomto období se také prakticky uzavřel vývoj vnitřního vybavení mešity. Mnohem složitější byla otázka vnitřní výzdoby a funkce mešit. Islám v tomto období ještě striktně nezakazoval zobrazování osob a ačkoli tato tendence byla v islámu silně patrná, byla témata jako je zobrazení ráje předmětem výzdoby některých mešit. Díky tomu však neexistovala příliš propracovaná typická výzdoba mešit. Ohledně funkce mešit v tomto období lze říci, že mimo náboženské funkce byly mešity zároveň nemocnice a školy.
Nejvýznamnější mešity tohoto období byly mešity v Damašku, Jeruzalému a Medíně. O všech třech se zachoval dostatečný počet písemných zpráv a přestože mešity v Jeruzalémě a Medině byly zbořeny, lze si o nich udělat představu. Damašská neboli Umajjovská mešita zůstala zachována v téměř původním stavu. U této mešity se, pravděpodobně poprvé, lze setkat mihrábem a minaretem. Na stavbě je patrné, že je stavěna podle celkového plánu. U této mešity se lze prvně setkat s promyšlenou snahou vytvořit ikonografii, která je pevně spojena s umajjovci.

### Zákaz zobrazování, vrchol hypostylu

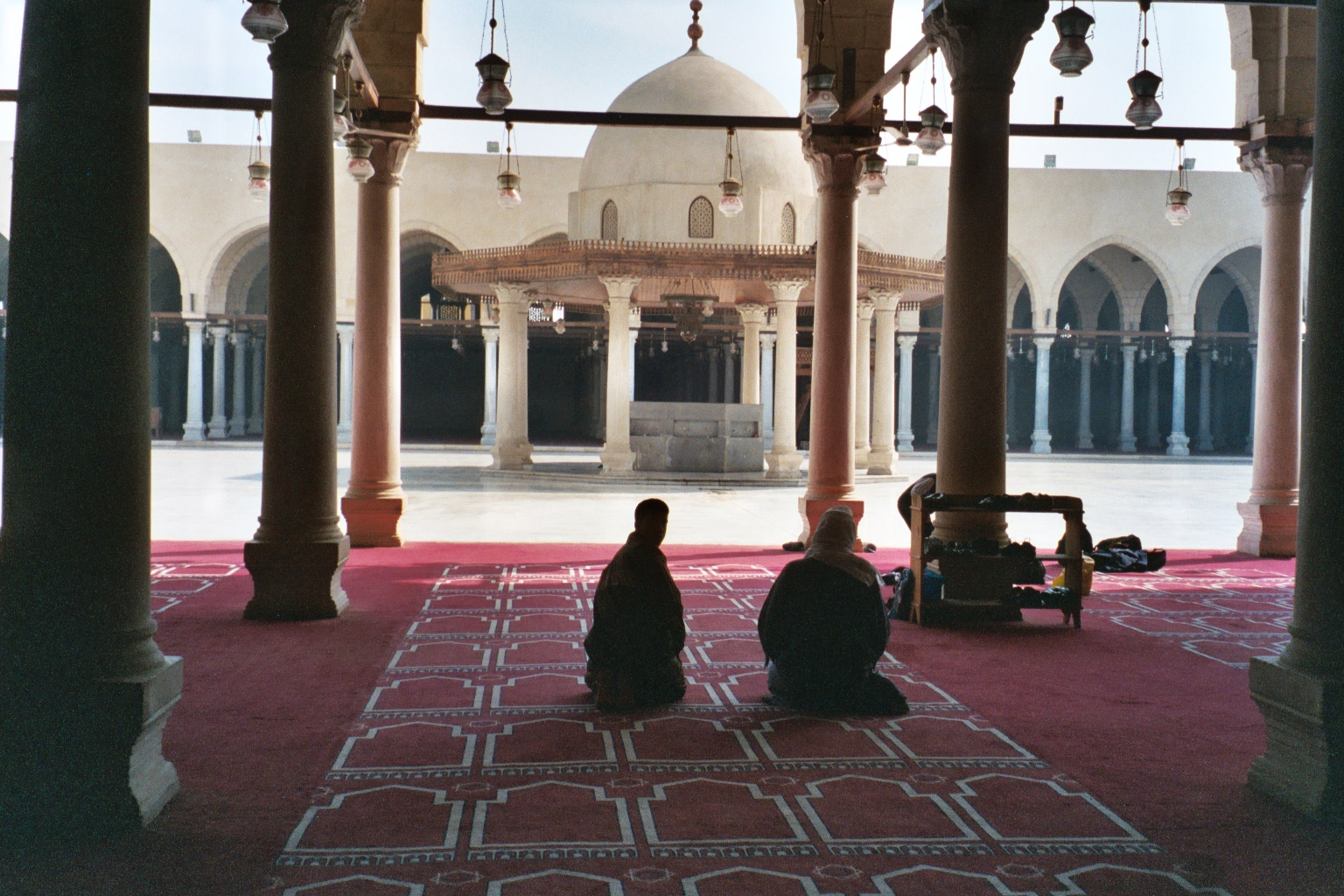
Káhirská mešita hypostylového typu

Po politické porážce umajjovců se k moci dostali abbásovci. Ačkoli stavební a náboženská činnost abbásovců (750–1000) byla velká, nezachovalo se z tohoto období prakticky nic. Z nálezů lze usoudit, že v tomto období vyvrcholil hypostylový typ mešit, v okolí Bagdádu byly postaveny dvě velké mešity, přičemž tzv. Velká mešita byla největší mešitou všech dob. Islám krátce po roce 750 definitivně odmítl zobrazování osob a ještě nenalezl jiný způsob výzdoby, proto lze říci, že mešity tohoto období jsou téměř zcela bez ozdob.
Mimo centrum vzniklo několik významných center, jejichž mešity byly zpravidla ovlivněny myšlenkami abbásovské architektury, výjimku tvoří Andalusie, jejíž architektura navazovala na umajjovské období a byla ovlivněna i španělskou architekturou. Z hlediska vývoje mešit i celého umění je patrně nejvýznamnější mešitou této doby Ibn Túlúnova mešita v Káhiře, kde se objevuje ornamentální výzdoba, která se později stala typickou pro celé islámské umění.

### Mešity s ívány, rozvoj geometrického umění

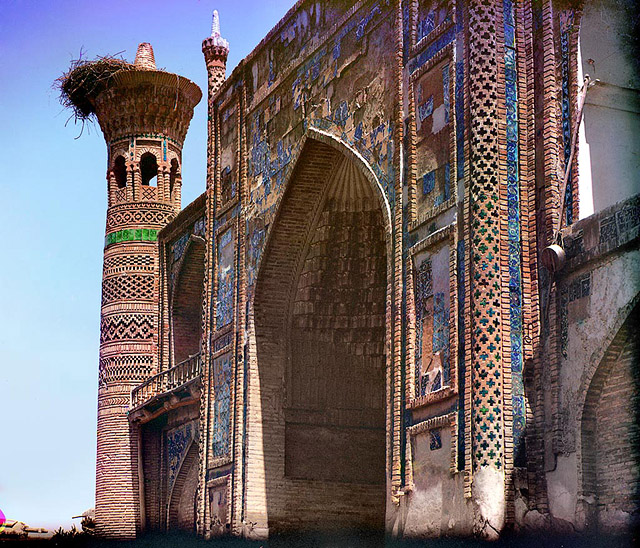
Zdobená mešita v Samarkandu (stav k roku 1911)

Po roce 1000 nadále pokračovaly stavby velkých mešit podle hypostylového plánu, který tak byl považován za čistý styl, postupně se začal rodit nový styl mešity s ívány. Tento styl pocházel z Íránu, kde se začal tento typ stavět počátkem 12. století. Takové mešity měly pouze jediný postranní vchod, ústřední dvoranu, která má ze všech čtyř stran velké klenuté síně – ívány. V tomto uspořádání je íván na straně kibby větší a za ním je velká síň s mihrábem a kupolí. Takové uspořádání změnilo celkový plán mešity, která tak byla určována rozměry středové dvorany. Ostatní prostor je pak tvořen buď malými kupolemi čtvercového půdorysu anebo klenby nesené pilíři. Typickým příkladem tohoto stylu je Velká mešita v Isfahánu.
Zároveň se v tomto období začala rozvíjet výzdoba, především v Egyptě vznikal styl, který ovlivnil islámský svět. Tento styl se vyznačuje výzdobou pomocí geometrických tvarů a bohatě zdobeným průčelím. Zároveň tento styl přinesl oslabení některých konstrukčních prvků, které byly přizpůsobeny estetickým požadavkům.

### Vývoj od 14. století

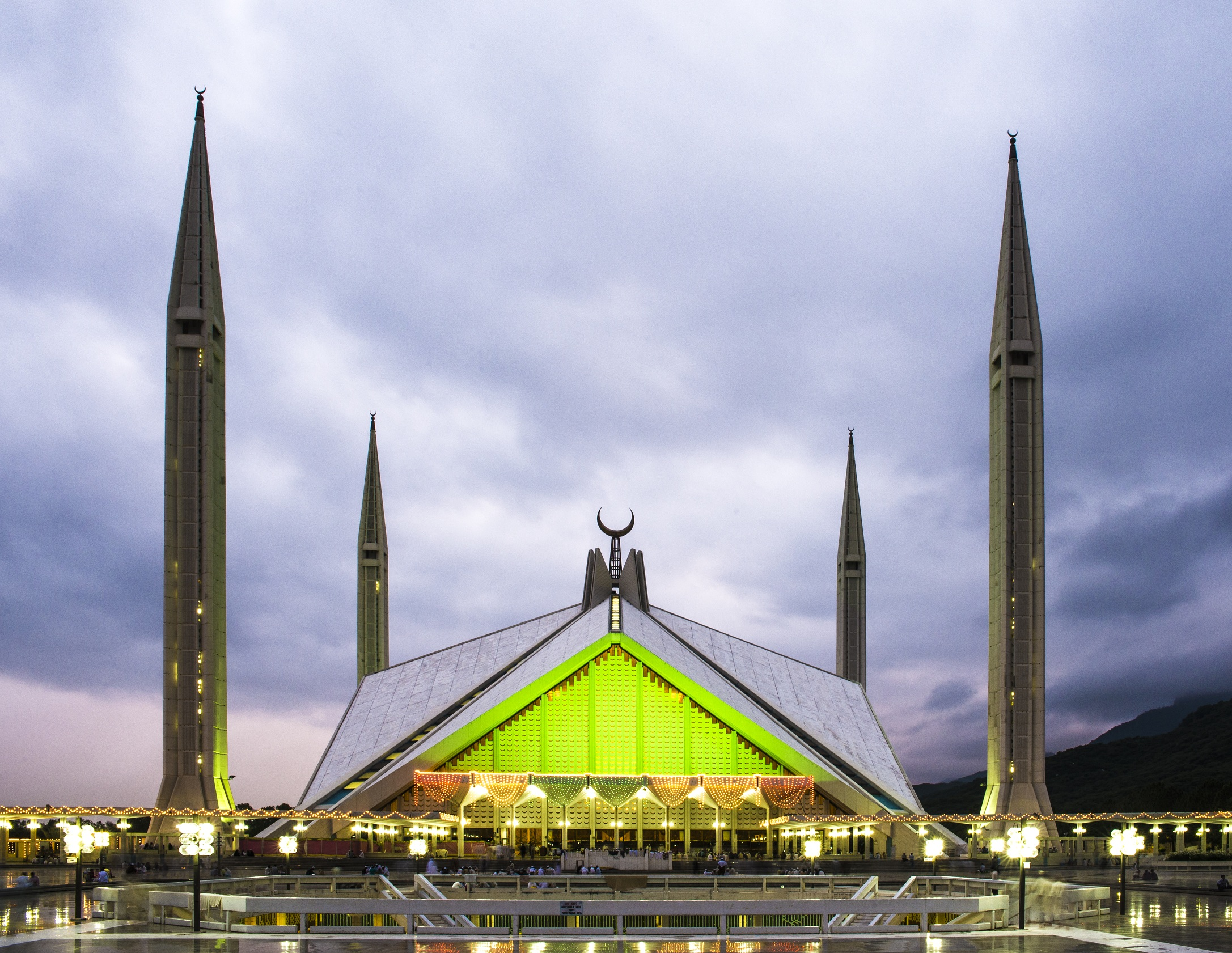
Moderní mešita v Islamabádu

Po rozpadu jednotného islámského státu do několika říší se vývoj mešit začal lokálně velmi odlišovat, přesto všechny říše navázaly na předchozí vývoj. Interiér se tak prakticky nezměnil, výzdoba a exteriér rozvíjely myšlenky předchozího období, což vedlo k tomu, že základ mešity je shodný téměř všude, ale celkové provedení je regionálně odlišné.
V 19. a v první polovině 20. století prošel islám krizí, během níž kvalita staveb poklesla a nové myšlenky do architektury mešit nepřicházely. Ve druhé polovině 20. století, především po Chomejní převratu Íránu tuto krizi překonal.
Lze říci, že zásadní architektonické prvky se nezměnily ani v dnešní době, ačkoli je na stavbu mešit používáno moderních materiálů a využívá se i nových architektonických poznatků. Stavby nových mešit však podléhají spíše konzervativnímu vlivu a tak je práce s materiály jako je sklo či ocel je i u nových mešit spíše výjimečná.

## Přeměna jiných náboženských staveb na mešitu

Hagia Sofia, Istanbul

V islámu je patrný silný prvek, který se jinde prakticky nevyskytuje a tím je přeměna náboženských budov jiných věr na mešitu. Podle historických pramenů uzavírali muslimové s městy smlouvy, které jim zaručili v případě kapitulace právo podržet si i jinou víru. Muslimové sice tyto smlouvy dodržovali, ale všestranně podporovali pouze islám. To nakonec vedlo k poislámštění obyvatelstva a tak postupně přestala být původní bohoslužebná místa potřeba. Jelikož pro zvýšený počet nových věřící neměli muslimové dostatek prostor, přijali pragmatické řešení, kterým bylo přebudování dřívějších kostelů a synagog, čímž vytvořili architektonicky jedinečně řešené budovy. Tento proces byl nejsilnější v malých městech a na vesnicích, které neměly dost prostředků na vybudování nové stavby a ani dost možností mít více náboženské prostředí. Ve velkých městech byl tento proces pomalejší a méně patrný. Dobrým příkladem takovýchto změn jsou města jako Káhira, Istanbul a Damašek, kde tyto změny dokonale zapadly do prostředí a vytvořily specifické stavby, které pak následně ovlivnily nejen islámskou architekturu.
Opačný proces nastal snad pouze ve Španělsku, kde se po roce 1492 vyhnání Maurů stalo několik mešit křesťanskými chrámy.

## Styly mešit
Vzhledem k rozšíření islámu a počtu mešit lze najít značné množství stylů, které ovlivnily mešity. Přesto z nich byla většina spíše experimentem regionálního charakteru. Styly pro stavbu mešit byly ovlivňovány jednak okolní architekturou a jednak vkusem a potřebami muslimů.

### Hypostylové mešity

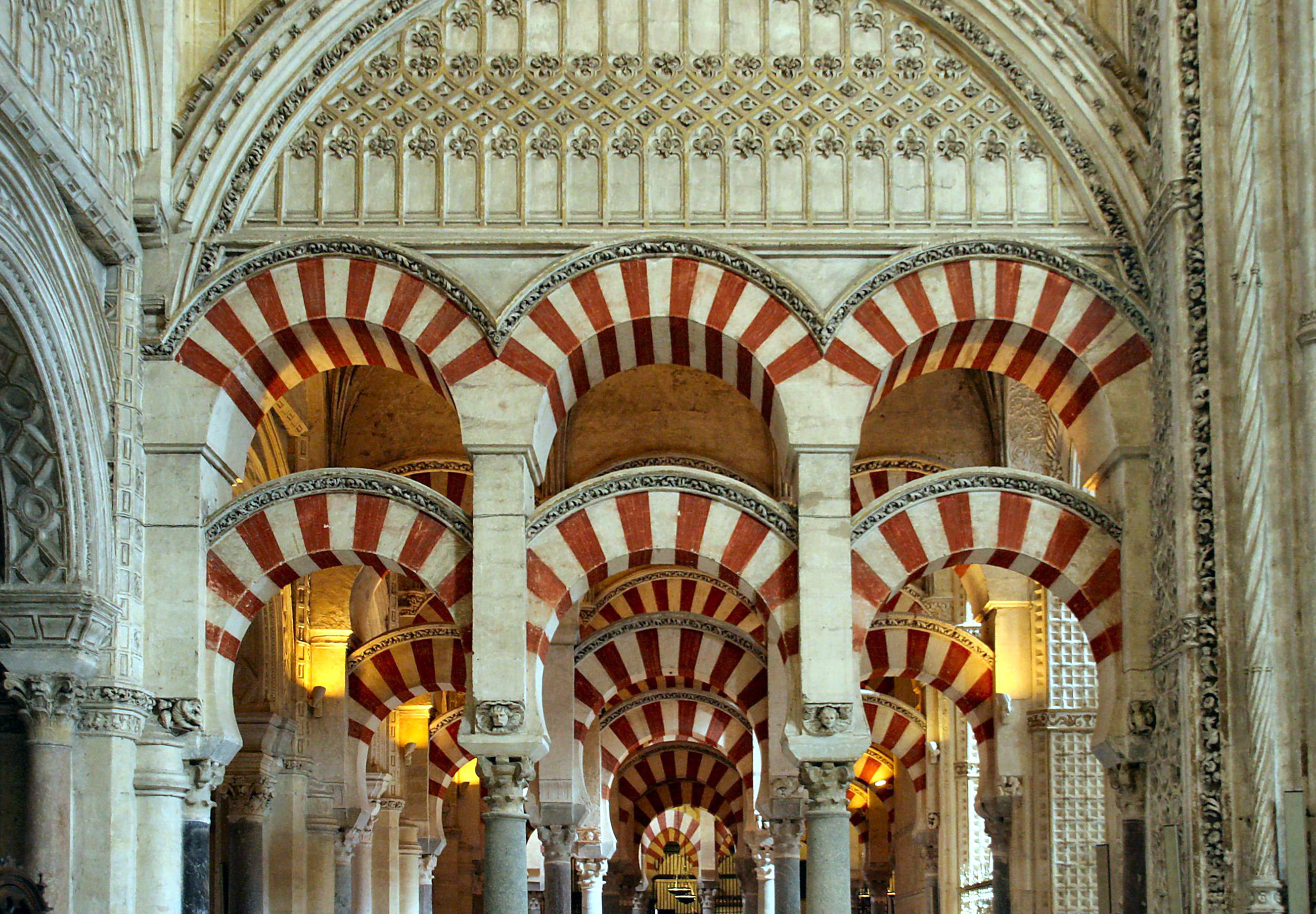
Interiér hypostylové mešity, Córdoba

Za základní a jeden z prvních typů mešit je považován hypostylový typ, který se objevil již za vlády umajjovců, krátce po roce 700. Vrcholem tohoto stylu bylo období vlády abbásovců, ale nové mešity jsou v tomto stylu stavěny prakticky po celou historii islámu, později však jen jako malé a jednoduché mešity, zpravidla v místech kam islám nově pronikal, anebo v chudších odlehlých oblastech. Nevýhodou tohoto stylu je jeho jednoduchost, která neumožňuje další vývoj.
Mešity tohoto typu mají čtvercový nebo obdélníkový půdorys. Typickým znakem je krytý modlitební prostor a uzavřené nádvoří, které je ze tří stran obklopeno sloupořadím a čtvrtou je spojeno s modlitebnou (hypostyl). Prototypem tohoto stylu je Velká mešita v Damašku. Za abbásovců byla v tomto stylu postavena největší mešita všech dob – Velká mešita v Samaře.
Výhodou takového řešení bylo, že se na nádvoří vešlo značné množství lidí, což bylo využíváno při pátečních modlitbách. Tento fakt je však limitující z hlediska klimatu, proto byl tento styl populární zejména ve středomoří, které má pro venkovní modlitby celoročně příznivé klima.
Z počátku měl tento typ mešit rovnou střechu, kterou bylo nutno podepřít řadou sloupů, pilířů a jiných opěrných prvků. S těmito prvky však islámská architektura dokázala pracovat velmi dobře a to tak, aby nepůsobily rušivým dojmem. Vrcholným příkladem takové práce se sloupy je mešita ve španělské Córdobě, která osm set padesát sloupů. Dalším častým rysem těchto mešit je vnější pasáž, která vytvářela stín.

### Mešity s centrální kupolí
Tento typ mešity se objevil v 15. století v osmanské říši, jeho typickým znakem byl velká centrální kupole nad haramem, často doplněná řadou dalších kupolí. Nádvoří je součástí budovy a není součástí života v mešitě. Mnoho takto postavených mešit je ovlivněno byzantskou architekturou, zejména pak stavbou Hagia Sofia. Vrcholem těchto mešit je tvorba osmanského architekta Sinana, který žil v 16. století

### Mešity s ívánem

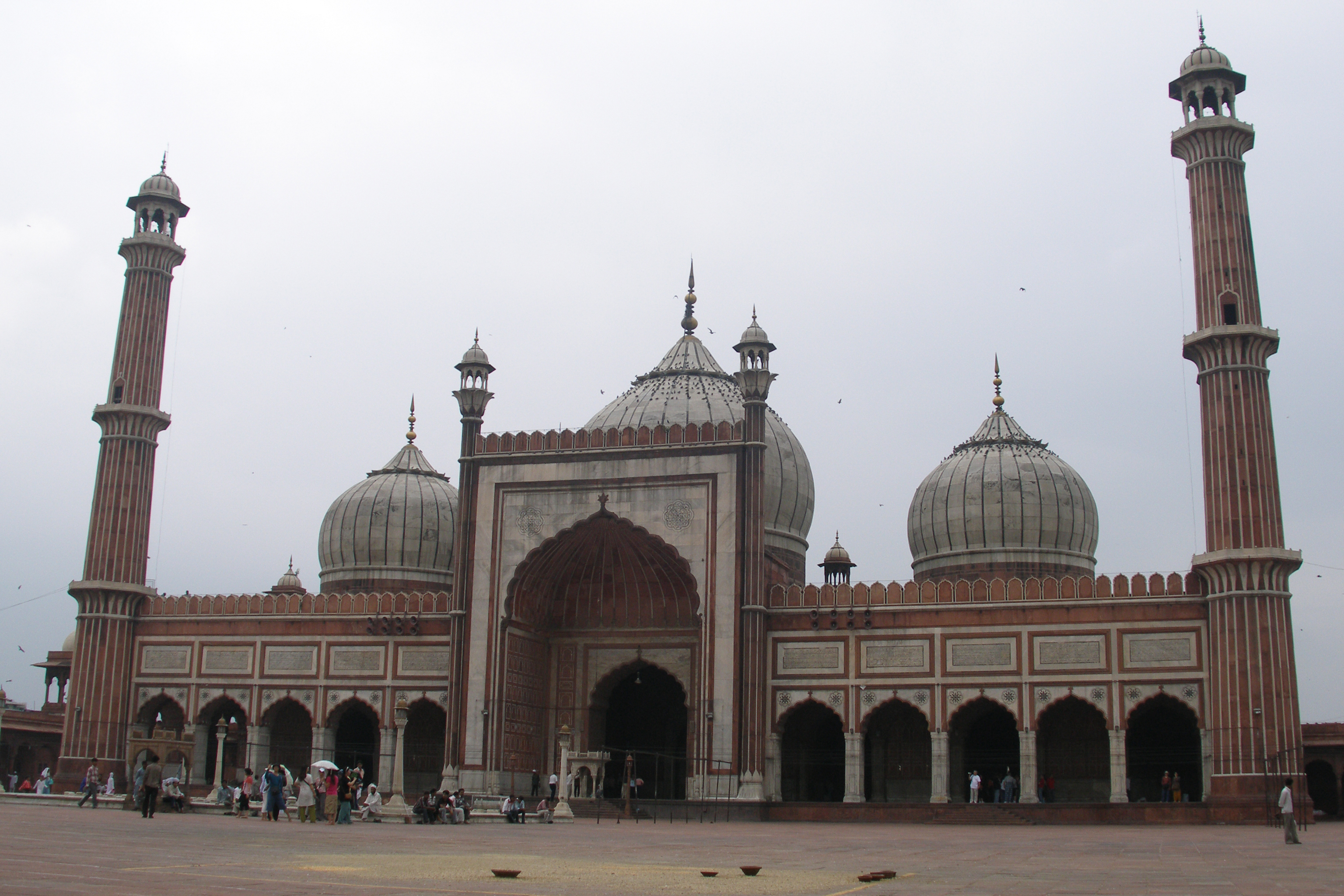
Mešita s ívánem Dilí

Tyto mešity vznikly v Íránu na základě předislámské íránské architektury a byly stavěny především v Íránu. Jejich typickým znakem jsou klenuté síně otevřené směrem na nádvoří (ívány), které jsou typické pro íránskou architekturu.

## Architektonické části mešity
Na mešitách se vyskytuje několik velmi typických prvků, tyto prvky nemusí být součástí mešity vždy, ale je obvyklé, že mešita jich většinu má.

### Kupole

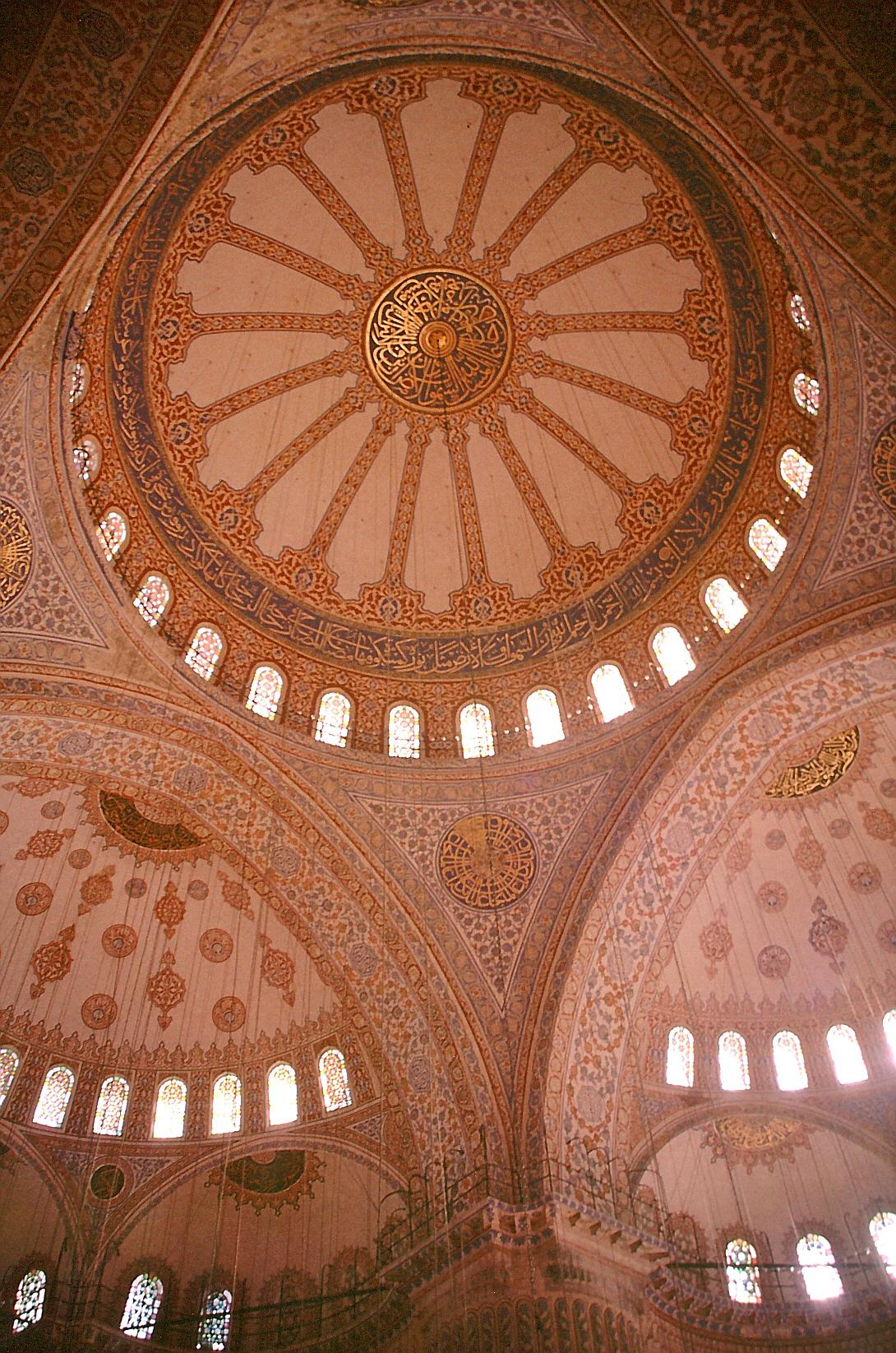
Vnitřní strana kupole, Istanbul

Kupole se na mešitách objevily poměrně brzy a staly se typickým rysem islámské architektury. Nejdříve byly relativně malé a byly poblíž mihrábu. Během zhruba dvou staletí byla propracována technika stavby kupolí a mohly tak tvořit větší část střechy.
Symbolika a důvody proč si islám oblíbil zrovna tento typ není úplně jasné. Kupole má pro islám silný symbolický význam, kdy kupole symbolizuje jakési sklepení nebe.

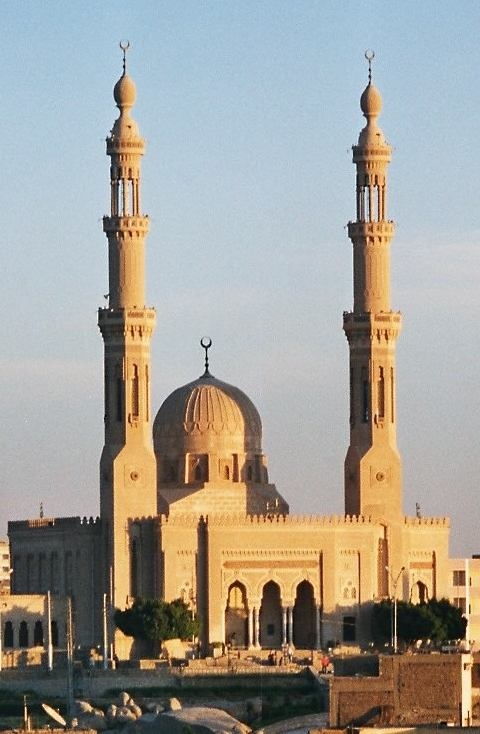
Minarety při mešitě Aswan v Egyptě

Dalším důvodem byla jistá výstavnost kupole, která vedla ke změně rázu města, anebo alespoň okolí mešity, což neustále ukazovalo na jejich moc.

### Minarety
Minaret je vlastně vysoká, štíhlá věž, která je v rohu či rozích mešity. Mešita nemusí mít žádný minaret, ale může mít i čtyři, nejběžněji se vyskytují mešity s jedním minaretem, poměrně běžné jsou mešity se čtyřmi a bez minaretu. Minaret je vždy stavěn tak, aby byl nejvyšší částí mešity a nejlépe i celého okolí.
U prvních mešit se minarety nevyskytují, pravděpodobně první mešitou u níž byl postaven minaret, byla mešita z roku 665 postavená v Basře. Stavba minaretů se však více ujala až za vlády umajjovců, kteří stavbu minaretů podporovali, čímž sledovali víceméně politický cíl. Jejich cílem bylo, aby se mešity výškově vyrovnaly křesťanským kostelům. A zároveň chtěli docílit stejného efektu jaký má zvonice, zvon však nebyl pro islámskou kulturu typickým, proto minaret sice převzal funkci zvoniční věže, ale k modlitbě svolává zpěvák tzv. muezzin.

## Interiér

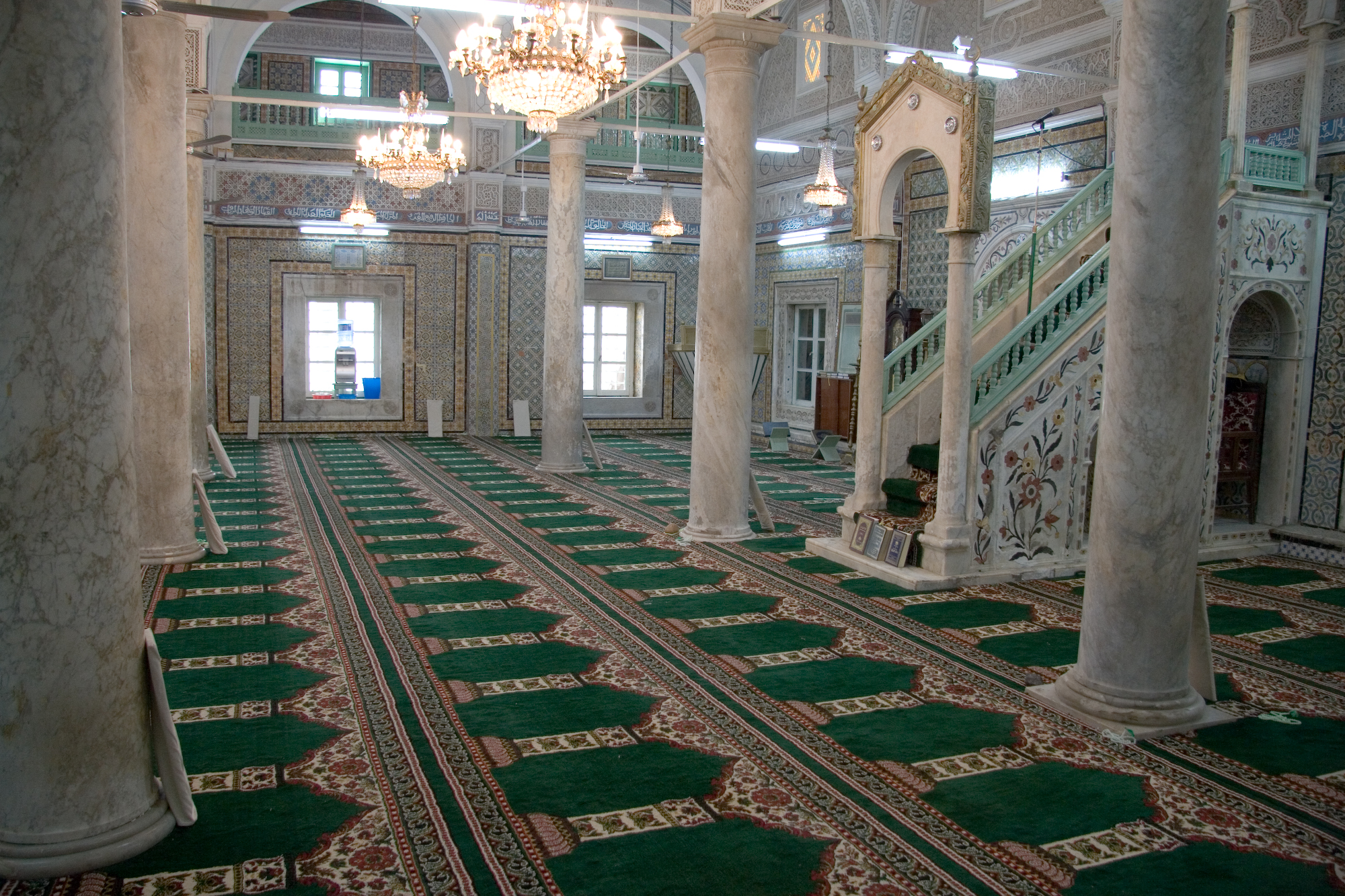
Pohled na vnitřek mešity v libyjském hlavním městě Tripolisu

Interiér mešity se velmi odlišuje od interiéru kostela, v prostorách určených k modlitbě není žádný nábytek, pouze zem je pokryta koberci, na nichž se muslimové modlí. Koberec je v mešitách z toho důvodu, že mešita není (na rozdíl od kostela) rituálně čisté místo z principu. Protože však je k modlitbě čistota požadována je tento problém řešen koberci, které takové místo vytváří. Z tohoto důvodu je nutno se v mešitě pohybovat bez obuvi.
Nejobvyklejším řešením je rozdělení mešity na haram tj. rituálně čistá část a na sán tj. dvůr a prostory pro očistu a odložení obuvi. V arabštině je toto rozlišení výrazně komplikovanější a dále rozvětvené, ale evropské jazyky si k tomu nevytvořily terminologii.

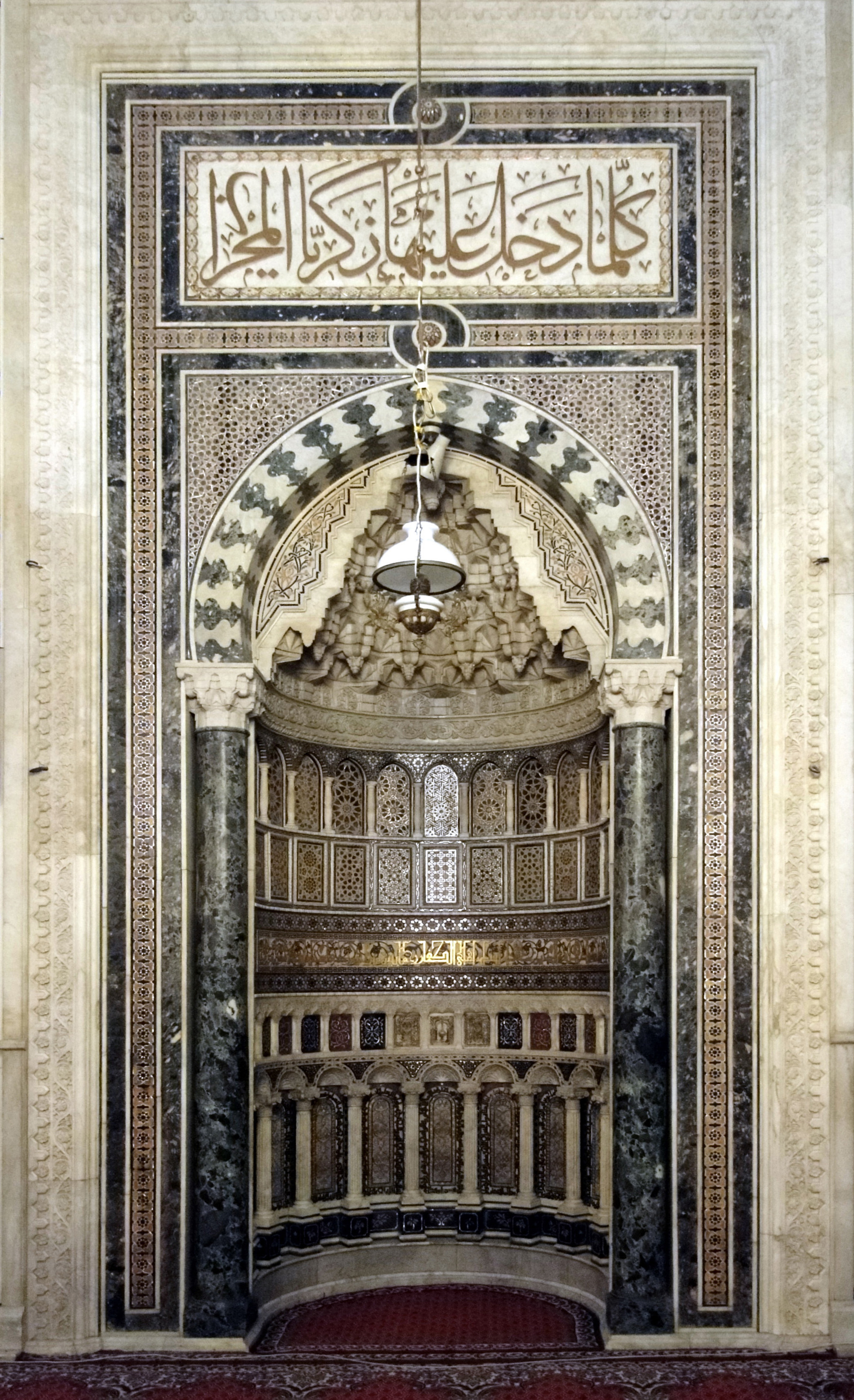
Mihráb v Umajjovské mešitě v Damašku

Výzdoba je podřízena ideálu nezobrazování živých bytostí a proto stojí na opakování geometrických tvarů, které tvoří zvláštní druh výzdoby, kterou islámské umění rozvíjí prakticky od pádu umajjovské dynastie. Další druh výzdoby je založen na arabské kaligrafii, která je postavena na textech Koránu, které lze najít na zdech. Osvětlení je zajišťují skleněné závěsné lampy zdobené emailem.
Základní částí mešity je mihráb, což je modlitební výklenek, který udává quiblu tj. modlitební směr. Ten je orientován k Mekce resp. Ka'bě. Mešita v Mekce jako jediná mešita nemá mihráb a muslimové se modlí ke Ka'bě umístěné v jejím středu. Orientace je myšlena tak, že lidí sedící proti mihrábu jsou tváří otočeni směrem k Ka'bě, ke které se modlící klaní. Účastníci se tak modlí v řadách rovnoběžných s touto zdí. Mihráb není srovnatelný s oltářem a není v tomto smyslu ani chápán, není ničím zastavěn, jedná se pouze o výklenek. Ačkoli obecně lze říci, že mihráb je místo s nejvýraznější výzdobou v mešitě, není to podmínkou a může být zcela bez ozdob. Napravo od mihrábu je minbar, což je prostor ze kterého je vedena páteční modlitba. V tomto ohledu je dobré se vyhnout slovu kazatelna, které neodpovídá islámskému pojetí slova minbar, ačkoli tak bývá také překládáno. Minbar má čistě praktickou funkci a jeho účelem je jen dobrá viditelnost a slyšitelnost chatíba (tj. kazatele) kterým je nejčastěji imám.
Co nejblíže minbaru se nachází lóže pro významné účastníky modlitby (maqsúra), která je od něj oddělena dřevěnou vyřezávanou mříží.
V mešitě dále nalezneme Kursí, tj. podnožku na níž je umístěn Korán. V arabštině je toto chápáno jako synonymum a symbol trůnu, kterým je myšlena Alláhova přítomnost.

## Chování v mešitě

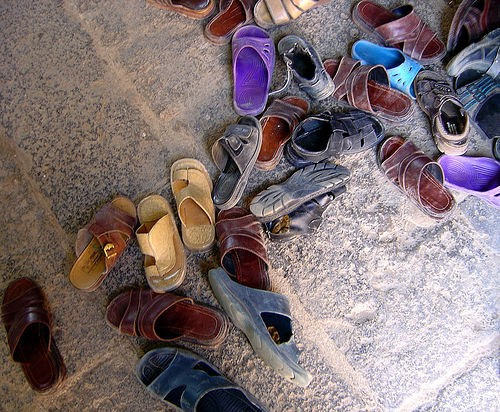
Odkládání bot

Neexistuje žádná rozpracovaná etiketa, jak se chovat v mešitě, přesto muslim musí dodržovat určitá pravidla, která mají obecnou platnost. Dále existují jisté regionální zvyklosti, které není možno chápat ve smyslu obecných pravidel, ale spíše jako odklonění se od obecných zvyklostí. Tyto odchylky nebývají velké a zpravidla se jedná spíše o rozdíly vyplývající z místního temperamentu. Některá pravidla jsou dále vynucena místními podmínkami (např. stavebními, taková pravidla jsou však i pro cizího muslima snadno pochopitelná.
Většina pravidel se vztahuje k modlitbě a jako taková slouží k uctívání Alláha. Tato pravidla vycházejí jednak z Koránu a jednak z islámského práva

### Vedení modlitby

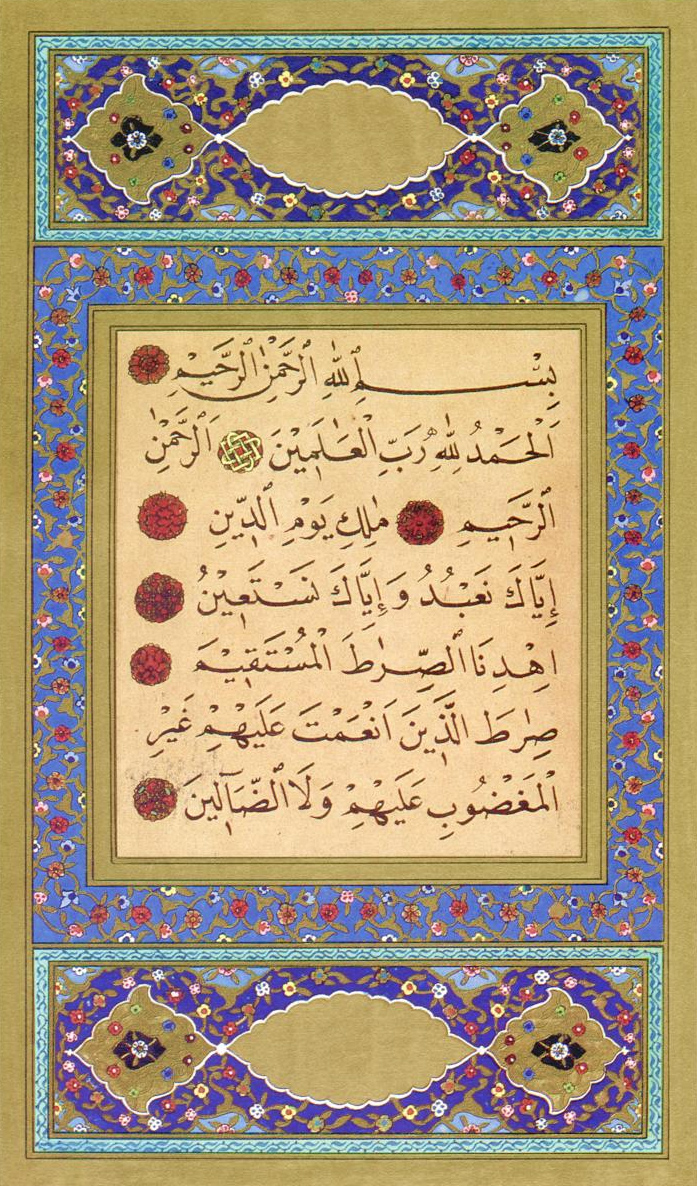
Korán

Modlitbu vedou jmenovaní vůdci (imámi), ve státních mešitách pro jejich jmenování existuje soubor pravidel, v soukromých jsou zpravidla voleni komunitou. Imám je pro danou komunitu i nejvyšší autoritou v otázkách víry a je schopen v jistých mezích ovlivňovat dění v mešitě.
Samotné vedení modlitby je rozděleno podle typu modliteb na pět denních modliteb, nepovinné modlitby a páteční modlitbu. V islámu neexistuje shoda, zda a na jaké typy modliteb musí být jmenován vůdce. Podle některých škol musí mít páteční modlitba vůdce, podle jiných nikoli.
Vedení u modlitby spadá tří kategorií, v závislosti na druhu modlitby je lze rozdělit na pět denních modliteb, páteční modlitbu a nepovinné modlitby.
Shoda je prakticky pouze v tom, že žena smí vést modlitbu pouze v případě, že shromáždění věřící jsou pouze ženy.

### Rituální omývání

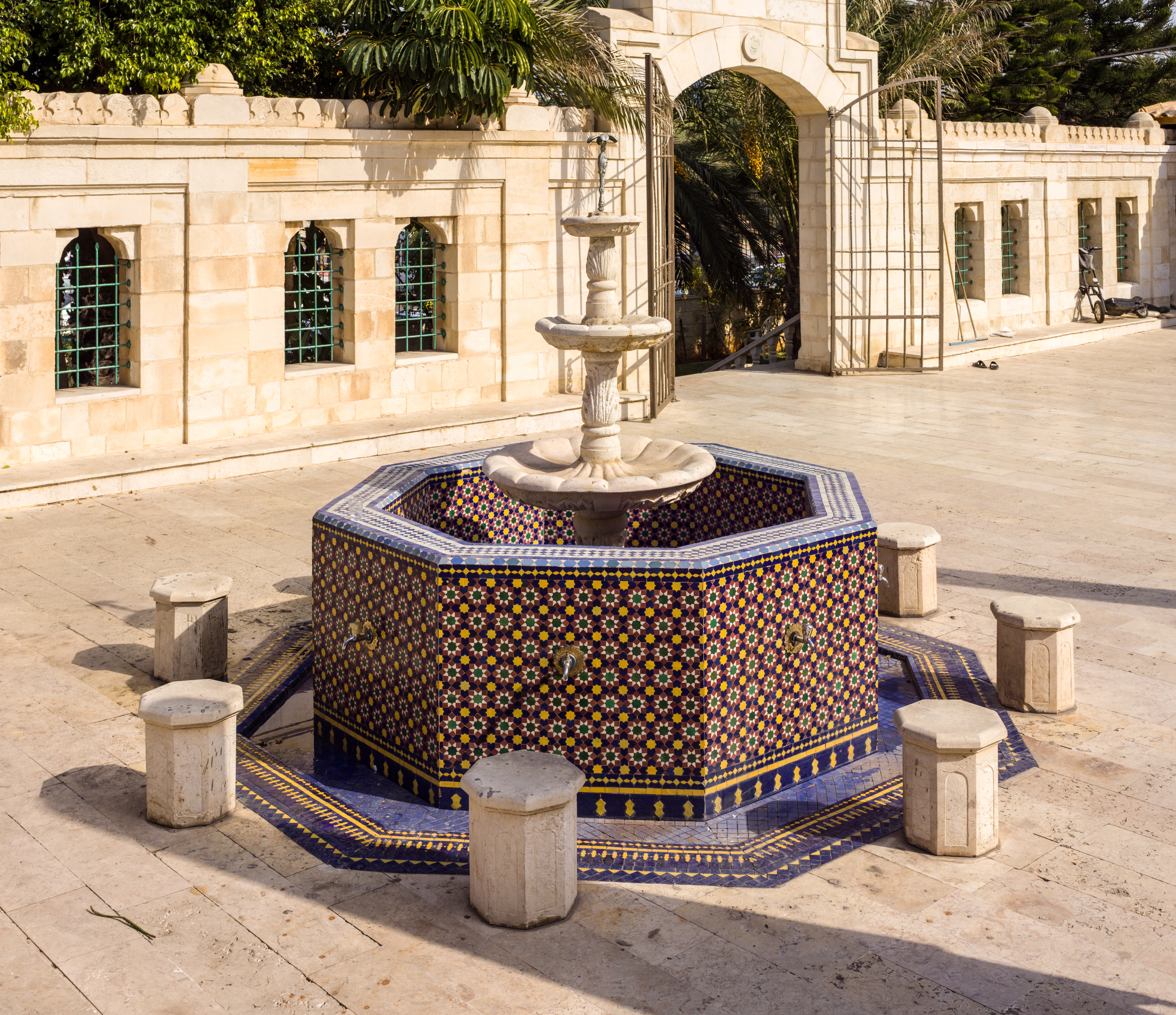
Místo k rituální očistě

Každé modlitbě předchází rituální čištění, které spočívá v symbolickém omytí vodou, mešity k tomuto účelu zpravidla mají řadu vodotrysků, ale v nouzi lze použít i vodu na toaletách. Voda určená k tomuto účelu není nijak speciální a není žádným způsobem svěcena. Tento proces rituálního čištění se nazývá wudu (وضوء‎). Člověk, který jde do mešity za jiným účelem, než je modlitba, ho nevykonává.
Toto omývání vyplývá z faktu, že mešita není rituálně čisté místo z principu, proto musí být čistí lidé. Z této potřeby pramení i fakt, že prostor pro modlitbu má na podlaze koberce na něž se nesmí vstupovat v botách. Zákaz nošení obuvi může být rozšířen i na celou mešitu. V místě, kde je vyžadováno zutí, jsou botníky a v turisticky atraktivních mešitách i zamykatelné boxy.

### Oblečení

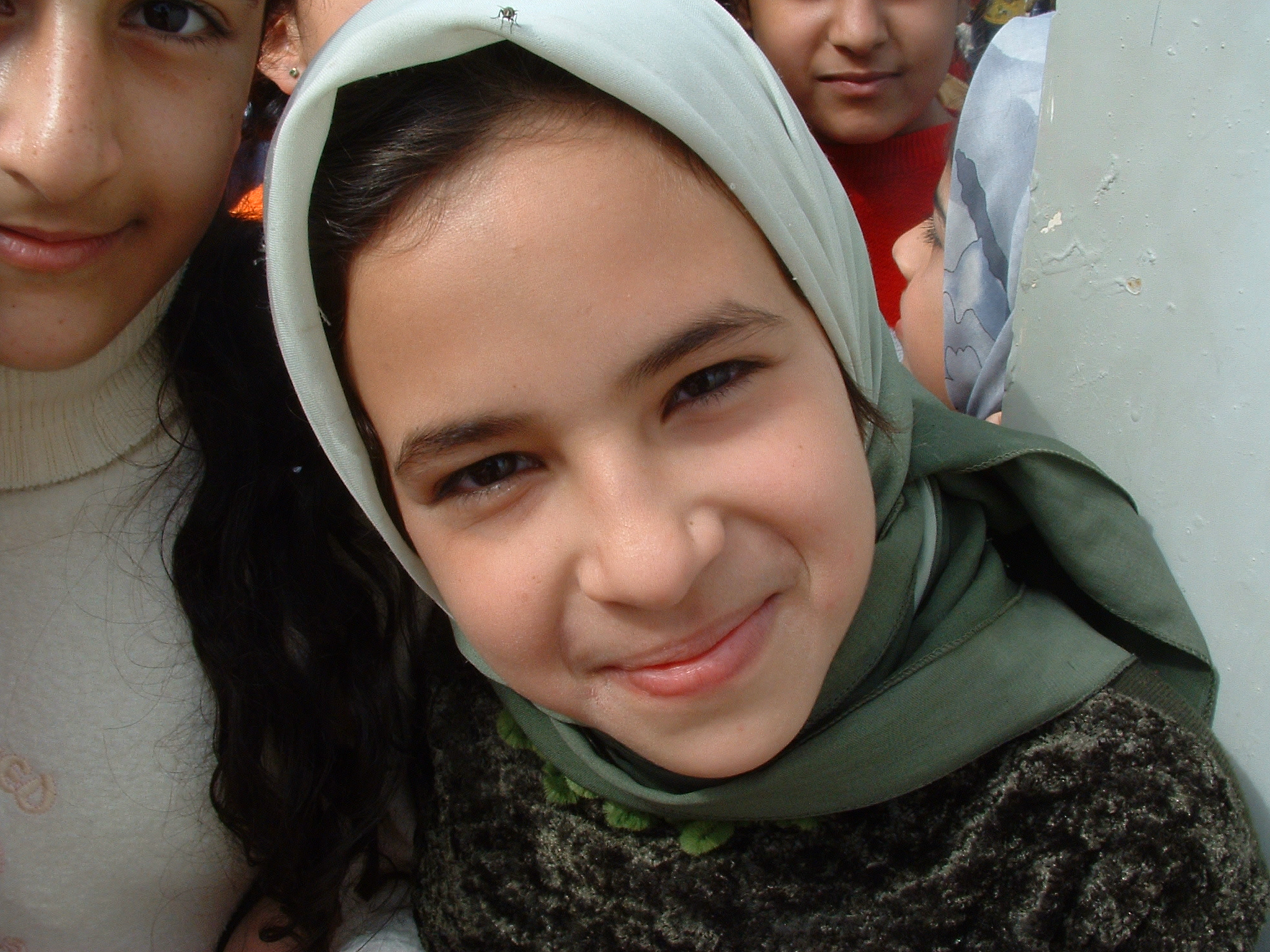
Muslimský šátek, Hidžáb

U oblečení platí jiná pravidla pro muslimy a jiná pro ostatní návštěvníky, vždy je však kladen důraz na čistotu. Po muslimech je v některých mešitách vyžadováno islámské oblečení, v jiných je režim volnější, přesto je vždy vyžadován decentní oděv, který neodhaluje tvar postavy. Obecně lze říci, že oděv musí být volný a musí zakrývat tělo až k zápěstí a kotníky, dále nesmí být volný krk. Oděv by neměl mít obrázky ani nápisy. Ženy by neměly mít vidět vlasy a neměly by použít parfém, toto není vyžadováno pro nemuslimky. Ženy si v mešitě nezahalují tvář.
V místech, kde je islám volnější, jsou pravidla k turistům tolerantnější, v takových místech je přesto zakázán vstup v krátkých sukních či kalhotách, není povolen velký výstřih, ale krk lze překrýt šátkem, také vlasy žen mohou být vidět, pokud je patrná snaha je alespoň symbolicky zahalit šátkem. Turisticky atraktivní mešity zpravidla zapůjčují jak šátek, tak dlouhé kalhoty.

### Oddělení mužů a žen
Islám nařizuje oddělení prostor pro muže a ženy, v ideálním případě je prostor pro ženy až za prostorem pro muže, což znamená, že jsou dále od mihrábu. Větší mešity mají zpravidla zvláštní místnosti pro každé pohlaví. Ženy se nemusí účastnit ani páteční modlitby, ale neklade se jim v účasti překážka. Na děti je z tohoto hlediska pohlíženo jako na ženy. Pro muže je účast na páteční modlitbě povinná. V historii měly ženy přístup do mešit zakázán jen v období vlády druhého chalífaa Umara I., ale v některých obdobích a oblastech byla část mešity ženám nepřístupná, v současné době je tento typ omezení žen spíše výjimečný. Podle některých teorií se nejedná o diskriminaci žen (z evropského pohledu), ale naopak o jejich ochranu.
Mimo modlitbu toto oddělení neplatí a pohyb všech muslimů po mešitě je prakticky rovnocenný. V modlení je rozdíl v tom, že se muži klanějí hlouběji než ženy, což je pravděpodobně dáno těhotenstvím.

## Přístup nemuslimů do mešit

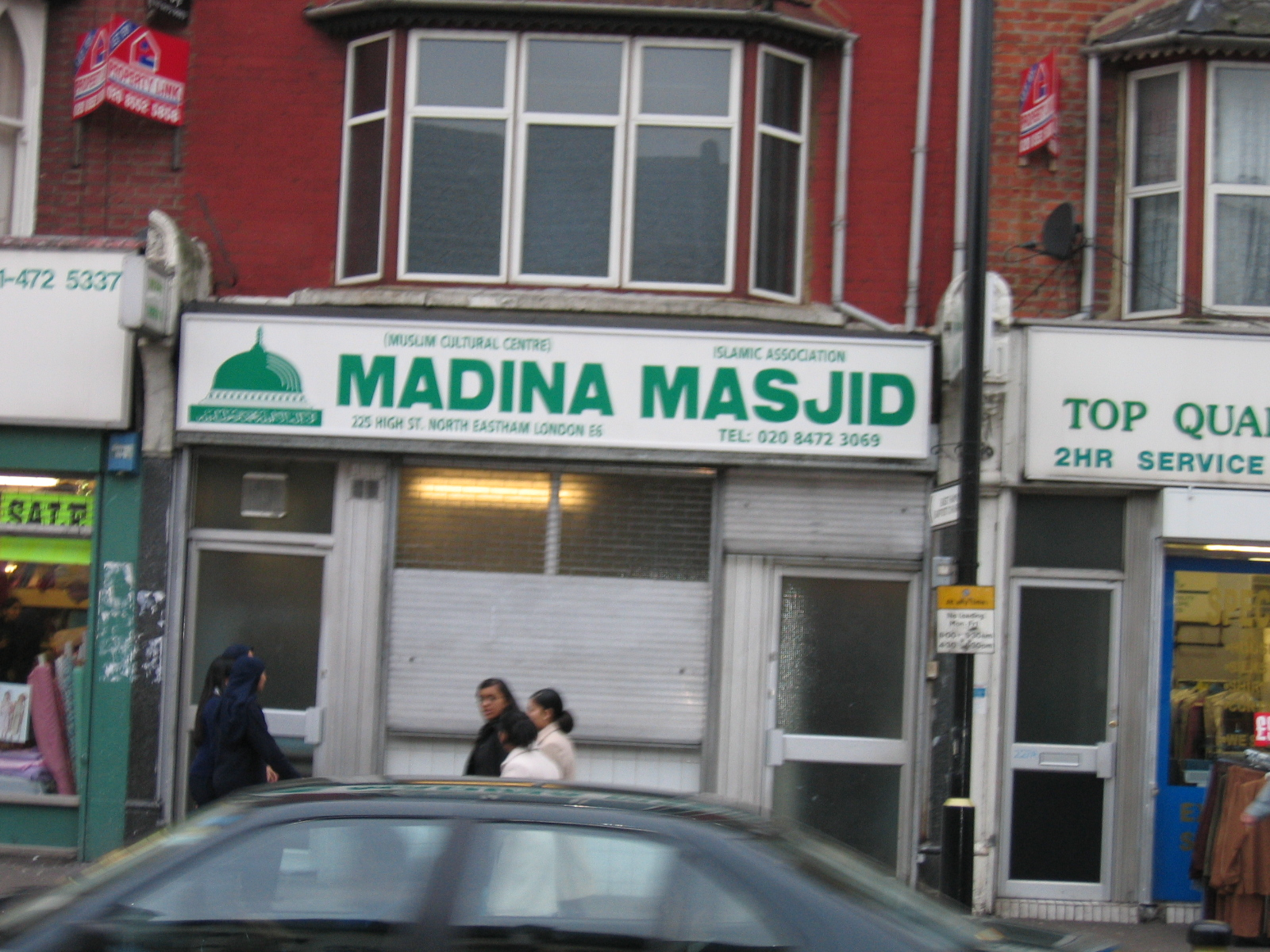
Mešita v Londýně

Pohled na přístup nemuslimů do mešit je komplikovaný a nejednotný, většina výkladů šaríi se však přiklání k možnosti návštěvy nemuslimů v mešitě. Výklady vychází z Koránu, který se problematice věnuje jen zběžně a to ne zcela jasným způsobem. Obecně platí (resp. v historii platilo), že by nemuslim měl mít pozvání od muslima, anebo nějaký závažný důvod k návštěvě mešity.
Rozhodnutí o vstupu do mešity je teoreticky v pravomoci imáma, prakticky však u státních mešit podléhá vlivu vyšších autorit. Obecně lze o přístupu do mešit hovořit pouze v rámci nějakého regionu, nikoli však celosvětově. Na arabském poloostrově všeobecně platí zákaz a např. v Saúdské Arábii je vstup do mešit povolen pouze muslimům, v Maroku jsou pro nemuslimy otevřeny pouze dvě mešity, naopak v Turecku či v Egyptě je vstup do mešit velmi volný. V západní Evropě a USA je do většiny mešit přístup umožněn každému.